# 아바칸
아바칸(러시아어: Абака́н, 하카스어: Ағбан)은 러시아 하카스 공화국의 수도이다. 인구는 15만9,000명(1994년 1월 1일 기준)이다. 시베리아 남쪽에 있다.
아바칸 시(Абаканский острог)는 1675년에 지어졌다. 지어질 때는 아바칸스크였다. 제정 러시아 때에는 예니세이스크 현이 설치되었다. 1823년 - 1931년의 기간에는 우스티아바칸스코예로, 1914년 - 1925년에는 아바칸, 1925년 – 1931년에는 하카스크로 개칭되었다. 1931년 이후에는 다시 아바칸으로 개칭되었다.
아바칸은 아바칸-타이셰트 철도로 타이셰트와 연결되어 있다. 현재는 철도 분기점에서 가장 중요한 지점이다.

## 기후
| 아바칸의 기후            | 아바칸의 기후 | 아바칸의 기후 | 아바칸의 기후 | 아바칸의 기후 | 아바칸의 기후 | 아바칸의 기후 | 아바칸의 기후 | 아바칸의 기후 | 아바칸의 기후 | 아바칸의 기후 | 아바칸의 기후 | 아바칸의 기후 | 아바칸의 기후 |
| 월                       | 1월           | 2월           | 3월           | 4월           | 5월           | 6월           | 7월           | 8월           | 9월           | 10월          | 11월          | 12월          | 연간          |
| ------------------------ | ------------- | ------------- | ------------- | ------------- | ------------- | ------------- | ------------- | ------------- | ------------- | ------------- | ------------- | ------------- | ------------- |
| 역대 최고 기온 °C (°F)   | 7.0 (44.6)    | 9.0 (48.2)    | 20.0 (68.0)   | 27.2 (81.0)   | 38.0 (100.4)  | 37.2 (99.0)   | 39.0 (102.2)  | 37.0 (98.6)   | 34.0 (93.2)   | 24.0 (75.2)   | 16.1 (61.0)   | 11.0 (51.8)   | 39.0 (102.2)  |
| 일평균 최고 기온 °C (°F) | −13.9 (7.0)   | −9.4 (15.1)   | 1.1 (34.0)    | 9.4 (48.9)    | 18.9 (66.0)   | 23.3 (73.9)   | 26.1 (79.0)   | 23.9 (75.0)   | 16.7 (62.1)   | 6.7 (44.1)    | −5.6 (21.9)   | −13.9 (7.0)   | 7.2 (45.0)    |
| 일일 평균 기온 °C (°F)   | −18.3 (−0.9)  | −15.6 (3.9)   | −4.4 (24.1)   | 2.8 (37.0)    | 11.7 (53.1)   | 17.2 (63.0)   | 20.0 (68.0)   | 17.2 (63.0)   | 10.6 (51.1)   | 1.7 (35.1)    | −9.4 (15.1)   | −17.2 (1.0)   | 1.7 (35.1)    |
| 일평균 최저 기온 °C (°F) | −22.8 (−9.0)  | −21.1 (−6.0)  | −10 (14)      | −3.3 (26.1)   | 5.0 (41.0)    | 11.1 (52.0)   | 13.9 (57.0)   | 11.1 (52.0)   | 4.4 (39.9)    | −2.8 (27.0)   | −12.8 (9.0)   | −20.6 (−5.1)  | −3.9 (25.0)   |
| 역대 최저 기온 °C (°F)   | −45 (−49)     | −40 (−40)     | −38.1 (−36.6) | −22.2 (−8.0)  | −10.5 (13.1)  | −4.9 (23.2)   | 4.1 (39.4)    | 0.5 (32.9)    | −8 (18)       | −23 (−9)      | −37.5 (−35.5) | −42.8 (−45.0) | −45 (−49)     |
| 평균 강수량 mm (인치)    | 7.6 (0.30)    | 5.8 (0.23)    | 4.2 (0.17)    | 11.2 (0.44)   | 29.1 (1.15)   | 58.4 (2.30)   | 67.5 (2.66)   | 59.1 (2.33)   | 35.7 (1.41)   | 17.8 (0.70)   | 10.2 (0.40)   | 7.8 (0.31)    | 314.4 (12.38) |
| 출처: climatebase.ru     |               |               |               |               |               |               |               |               |               |               |               |               |               |